# فابیو لانزونی
فابیو لانزونی (انگلیسی: Fabio Lanzoni؛ زادهٔ ۱۵ مارس ۱۹۵۹) هنرپیشه، و مدل اهل ایتالیا است. او با تک‌نام
فابیو شناخته می‌شود.

## حرفه
او فعالیت حرفه‌ای خود را در عرصه سینما و تلویزیون در سال ۱۹۹۳ با بازی در یک سریال تلویزیونی آغاز کرد. در دهه‌های ۱۹۸۰ و ۱۹۹۰ تصویر او روی جلد رمان‌های عاشقانه منتشر می‌شد.
از فیلم‌ها یا برنامه‌های تلویزیونی که وی در آن نقش داشته‌است می‌توان به زولندر، مرگ درخور اوست، و شوالیه جام‌ها اشاره کرد.
او برای برندهای زیادی از قبیل ورساچه‌، پروکتر اند گمبل و...
مدل تبلیغاتی بوده‌است. او در سال ۲۰۱۶ تابعیت ایالات متحده آمریکا را اخذ
کرد.